# Вижлів
Вижлів (пол. Wyżłów) — село в Польщі, у гміні Долобичів Грубешівського повіту Люблінського воєводства.

## Історія
На 1 січня 1939 року село належало до Сокальського повіту Львівського воєводства, в селі мешкало 370 осіб, з них 330 українців-греко-католиків, 35 українців-римокатоликів і 5 поляків<.
26-30 червня 1947 року під час операції «Вісла» польська армія виселила зі села на приєднані до Польщі північно-західні терени 92 українців. У селі залишилося 34 поляки.
У 1975—1998 роках село належало до Замойського воєводства.

## Церква
До виселення українців у селі була мурована греко-католицька церква Перенесення мощів св. о. Миколая, збудована у 1910 році. Належала до парафії Довжнів Варяжського деканату Перемишльської єпархії.